# Vive le vélo
Vive le vélo is een Vlaams televisieprogramma dat sinds 2005 elk jaar uitgezonden wordt tijdens de Ronde van Frankrijk. In de beginjaren werd het programma uitgezonden onder de naam Tour <jaartal>. In 2011 en 2012 werd het programma omgedoopt tot Tour <jaartal>, Vive le vélo. De jaren daarvoor werd de term Vive le vélo gebruikt als slagzin. Sinds 2013 wordt het jaartal weggelaten.
Het programma is een talkshow waarin presentator Karl Vannieuwkerke en (tussen 2016 en 2019) vergezeld door Maarten Vangramberen de gebeurtenissen in de ronde bespreekt met enkele gasten.
De eerste twee seizoenen werden uitgezonden vanuit een studio van de VRT in Brussel. Vanaf seizoen twee werd er al wel een interview gehouden met Lieven Van Gils vanuit Frankrijk. Vanaf het derde seizoen volgt het programma de Tour en wordt elke dag uitgezonden vanop een andere locatie in Frankrijk. Wegens de coronapandemie moest Vive le vélo tijdens het zestiende seizoen in België blijven. In 2021 wordt het programma in verband met het EK voetbal twee weken lang uitgezonden vanuit Villa Sporza onder de naam Villa Sporza: Tour. De derde week wordt het weer gewoon uitgezonden als Vive le Velo. 

## Inhoud
Karl Vannieuwkerke ontvangt elke dag twee (soms meer) gasten en bespreekt met hen de voorbije dag in de Tour. Er worden ook een ritverslag en interviews getoond. Vaak wordt ook een reportage getoond over de belevenissen van Karls gasten in de Tour. In het programma wordt aandacht besteed aan cultuur, eten & drinken, en dergelijke, enkele jaren werd dit item ondergebracht in een aparte rubriek 'Touristique'.
Vanaf het derde seizoen bracht Lieven Van Gils elke dag vanuit een rennershotel een interview met een renner of ploegleider die een belangrijke rol speelde in de etappe van de dag. Zijn praatgasten zetten de eerste jaren van het programma hun handtekening op een speciale Tourtafel. De interviews bleven behouden, de tafel werd niet behouden. Sinds het twaalfde seizoen nam Maarten Vangramberen de rubriek over van Lieven Van Gils.

## Geldinzameling
Vanaf 2008 werd er middels een openbare veiling, een online veiling of een SMS-veiling geld ingezameld voor het goede doel. In 2008, 2009 en 2010 werd de tafel waaraan Van Gils renners interviewde en hun vroeg een handtekening op de tafel te plaatsen geveild voor het goede doel. Vanaf 2011 werd een sms-spel geïntroduceerd, waarbij mensen konden sms'en om die tafel te winnen. Elke sms brengt 1 euro op voor het goede doel. Op het einde werd de tafel dan verloot tussen de deelnemers.  Vanaf 2022 werd gewerkt zonder tafel en vroeg men aan de geïnterviewde een gesigneerd wielrennerstruitje te doneren.  Deze wijziging liet toe dagelijks een sms-spel te introduceren, wat het totale ingezamelde bedrag per seizoen gevoelig verhoogde.

### Bedragen
| Jaar                    | Veiling / Sms-spel            | Opbrengst       | Goed doel           |
| ----------------------- | ----------------------------- | --------------- | ------------------- |
| Tour 2007               | geen veiling                  |                 |                     |
| Tour 2008               | Veiling                       | onbekend        | Music For Life 2008 |
| Tour 2009               | Veiling                       | 57.000 euro     | Damiaanactie        |
| Tour 2010               | Veiling                       | 50.264 euro     | Move to Improve     |
| Tour 2011, Vive le Vélo | Sms-spel                      | 227.599 euro    | Make-A-Wish         |
| Tour 2012, Vive le Vélo | Sms-spel                      |                 | Make-A-Wish         |
| Vive le Vélo (2013)     | Sms-spel                      | 100.000 euro    | UNICEF              |
| Vive le Vélo (2014)     | Sms-spel                      |                 | Move to Improve     |
| Vive le Vélo (2015)     | Veiling                       | 24.000 euro     | Kinderkankerfonds   |
| Vive le Vélo (2016)     | Sms-spel                      | 188.000 euro    | Kom op tegen Kanker |
| Vive le Vélo (2017)     | Sms-spel                      |                 | Kom op tegen Kanker |
| Vive le Vélo (2018)     | Sms-spel                      |                 |                     |
| Vive le Vélo (2019)     | Sms-spel                      | 157.354 euro    | Kom op tegen Kanker |
| Vive le Vélo (2022)     | Sms-spel                      | 249.373 euro    | Kom op tegen Kanker |
| Vive le Vélo (2023)     | Sms-spel                      | nog niet bekend | Kom op tegen Kanker |
| Vive le Vélo (2023)     | Sms-spel - Merci Poupou aktie | 225.798 euro    | Kom op tegen Kanker |

## Seizoenen
| Seizoen | Startdatum       | Einddatum         | Afleveringen | Presentatie                                     | Varia |
| ------- | ---------------- | ----------------- | ------------ | ----------------------------------------------- | --- |
| 1       | 2 juli 2005      | 24 juli 2005      | 23           | Karl Vannieuwkerke, Lieven Van Gils, Tom Coninx | Vanuit Brussel |
| 2       | 30 juni 2006     | 23 juli 2006      | 24           | Karl Vannieuwkerke, Lieven Van Gils             | Vanuit Brussel en in het spoor van de Tour |
| 3       | 6 juli 2007      | 29 juli 2007      | 24           | Karl Vannieuwkerke, Lieven Van Gils             | In het spoor van de Tour |
| 4       | 4 juli 2008      | 27 juli 2008      | 24           | Karl Vannieuwkerke, Lieven Van Gils             | In het spoor van de Tour |
| 5       | 3 juli 2009      | 26 juli 2009      | 24           | Karl Vannieuwkerke, Lieven Van Gils             | In het spoor van de Tour |
| 6       | 4 juli 2010      | 25 juli 2010      | 18           | Karl Vannieuwkerke, Lieven Van Gils             | In het spoor van de Tour vanaf 12 juli, niet op dagen met wedstrijden WK voetbal 2010                                                                                        |
| 7       | 1 juli 2011      | 24 juli 2011      | 24           | Karl Vannieuwkerke, Lieven Van Gils             | In het spoor van de Tour |
| 8       | 29 juni 2012     | 22 juli 2012      | 24           | Karl Vannieuwkerke, Lieven Van Gils             | In het spoor van de Tour |
| 9       | 29 juni 2013     | 21 juli 2013      | 24           | Karl Vannieuwkerke, Lieven Van Gils             | In het spoor van de Tour |
| 10      | 6 juli 2014      | 27 juli 2014      | 22           | Karl Vannieuwkerke, Lieven Van Gils             | In het spoor van de Tour |
| 11      | 4 juli 2015      | 26 juli 2015      | 21           | Karl Vannieuwkerke, Lieven Van Gils             | In het spoor van de Tour |
| 12      | 12 juli 2016     | 24 juli 2016      | 13           | Karl Vannieuwkerke, Maarten Vangramberen        | In het spoor van de Tour vanaf 12 juli, na het einde van het EK voetbal 2016                                                                                                 |
| 13      | 1 juli 2017      | 23 juli 2017      | 22           | Karl Vannieuwkerke, Maarten Vangramberen        | In het spoor van de Tour |
| 14      | 17 juli 2018     | 29 juli 2018      | 13           | Karl Vannieuwkerke, Maarten Vangramberen        | In het spoor van de Tour vanaf 17 juli, na het einde van het WK voetbal 2018                                                                                                 |
| 15      | 5 juli 2019      | 28 juli 2019      | 24           | Karl Vannieuwkerke, Maarten Vangramberen        | In het spoor van de Tour |
| 16      | 29 augustus 2020 | 20 september 2020 | 23           | Karl Vannieuwkerke                              | Vanuit diverse locaties in België, met muzikale omlijsting door Astrid Stockman                                                                                              |
| -       | 26 juni 2021     | 18 juli 2021      | -            | Karl Vannieuwkerke                              | Overlapping met EK voetbal. Vervangen door twee weken Villa Sporza: Tour in de sportstudio Villa Sporza in Brussel en een week Vive le vélo van 12 tot 18 juli in Frankrijk. |
| 17      | 1 juli 2022      | 24 juli 2022      | 21           | Karl Vannieuwkerke                              | In het spoor van de Tour |
| 18      | 1 juli 2023      | 23 juli 2023      | 21           | Karl Vannieuwkerke                              | In het spoor van de Tour |
| 19      | 7 juli 2024      | 21 juli 2024      | 15           | Karl Vannieuwkerke, Maarten Vangramberen        | In het spoor van de Tour vanaf 7 juli, na kwart finales EK voetbal 2024 |

## Trivia
- Op 4 juli 2012 zat wielrenner Rob Goris aan tafel bij Karl, samen met zijn vriendin Katrien Van Looy. Enkele uren later overleed hij in zijn slaap, als gevolg van een hartaanval. De eerstvolgende aflevering van het programma werd grotendeels besteed aan duiding over diens dood en er werd ook een hommage gebracht door Klaas Delrue, toevallig te gast in het programma die avond.
- In 2019 werd Vive le vélo voor het eerst ook uitgezonden in het voorjaar. In de week voorafgaand aan de Ronde van Vlaanderen werden vier afleveringen opgenomen.
- In oktober 2020 werd Vive le vélo, Leve de Ronde uitgezonden, een reeks van vier afleveringen in de aanloop naar de Ronde van Vlaanderen die door de coronapandemie uitgesteld werd naar het najaar. In elke aflevering zorgde Astrid Stockman voor de muzikale noot.
- In maart 2021 werd er opnieuw een vierdelige reeks van Vive le vélo, Leve de Ronde uitgezonden in de aanloop naar de Ronde van Vlaanderen. De muzikale omlijsting was dit keer van Wannes Cappelle.
- Ook in maart 2022 was er een reeks van Vive le vélo, Leve de Ronde in de aanloop naar de Ronde van Vlaanderen, uitgezonden vanuit vier Vlaamse wielercafés.
- Er zijn 6 lussen Vive le vélo fietsroutes ontwikkeld met wielerweetjes en toeristische plekken in West-Vlaanderen.